# رضاآباد (مقاطعة إسلام آباد غرب)
رضاآباد (بالفارسية: رضاآباد) هي قرية تقع في كرمانشاه في إيران.